# Chlorocnemis wittei
Chlorocnemis wittei är en trollsländeart som beskrevs av Fraser 1955. Chlorocnemis wittei ingår i släktet Chlorocnemis och familjen Protoneuridae. IUCN kategoriserar arten globalt som livskraftig. Inga underarter finns listade i Catalogue of Life.